# Баит (жанр поэзии)
Баит (бәйет, чув. пеит) — эпический и лиро-эпический жанр татарской, башкирской и чувашской поэзии.
Слово баит — арабского происхождения, где единицей стиха является бейет, состоящий из двух мисра. В большинстве баитов наблюдается повествование от первого лица.
Баит обычно слагается из четверостиший с рифмами преимущественно легендарно-исторического и песенно-сказочного содержания.

## История
Баиты создавались как устно, так и письменно.
Ранние образцы башкирских баитов, дошедшие до нас, созданы в XIX веке. В становлении и распространении жанра большую роль сыграли дервиши и шакирды медресе.
Баиты повествуют об исторических и социально-бытовых событиях, отличаются трагическим или остродраматическим содержанием.
Темы баит: мифологические, исторические и социально-бытовые.
- Мифологические баиты являются самыми древними («Сак-Сук»).
- Исторические баиты: о колонизации Башкортостана («Башҡорттарға» — «Башкирам», «Ер һатыу бәйете» — «Баит о продаже земли»);
- Баиты о восстаниях XVIII века («Бүгәс бәйете» — «Баит о Пугачёве», «Салауат бәйете» — «Баит о Салавате», «Тәфтиләү бәйете» — «Баит о Тевкелеве», «Утыҙ ике ҡыҙ бәйете» — «Баит тридцати двух девушек»);
- Баиты об Отечественной войне 1812 года («Француз яуы баиты», «Француз бәйете» — «Французский баит»);
- Баиты об участии башкир в других войнах («Рус-герман хугышы баиты», «Рус-төрөк һуғышы бәйете»);
- Баиты о событиях 1920—1930-х годов. («Комиссар Вәжәй бәйете» — «Баит комиссара Важая», «Комиссар Шәрәф бәйете» — «Баит комиссара Шарафа», «Фазыл бәйете» — «Баит о Фазыле»);
- Баиты о Великой Отечественной войне («Ауылдан киткән инек, Берлинға еткән инек» — «Из аула ушли, до Берлина дошли», «Бөйөк Ватан һуғышы бәйете» — «Баит о Великой Отечественной войне», «Һалдат бәйете» — «Баит солдата») и др.
- Социально-бытовые баиты — о жизни башкир («Бесән бәйете» — «Баит о сене», «Ҡымыҙ бәйете» — «Баит о кумысе»);
- Баиты о разных происшествиях и несчастных случаях («Аслыҡ бәйете» — «Баит о голоде», «Йәғәфәр шәкерт бәйете» — «Баит шакирда Ягафара», «Фәхретдин бәйете» — «Баит Фахретдина»);
- Сатирические баиты («Байрамғол тирмәне» — «Байрамгуловская мельница», «Эт бәйете» — «Баит о собаке», «Ялҡау килен менән егәрле килен бәйете» — «Баит о путёвой и непутёвой невестках)»;
- Баиты о женской судьбе («Ғәйшә бәйете» — «Баит Гайши», «Малға һатылған ҡыҙ бәйете» — «Баит девушки, проданной за скот»);
- Баиты о старости («Ҡартлыҡ бәйете» — «Баит о старости») и др.

## Система стихосложения
Наряду со строфой — двустишием в баитах распространены 7-16-сложные стихи, группирующиеся в четверостишия и пятистишия со смежной и перекрёстной рифмами, а также формы кубаира, маснави, мунажата, рубаи.
Для баит характерны пентатоническая основа, плавное движение мелодии, соответствующее напевной речитации поэтического текста, повторность ритмо-интонационных формул.
По структуре баиты — мелодический период двух типов: 8-тактовый (4+4) и 12-тактовый (6+6), имеют речитативный (хамак) или декламационно-распевный (халмак-кюй) тип мелодики «Аслыҡ бәйете» -«Баит о голоде», «Сак-Сук», «Сәғиҙә матур бәйете» — «Баит красавицы Сагиды»).
Часть баит исполняется на однострочные книжные напевы, соответствующие простой периодичности (стихотворные строки двустишия напеваются на один мотив) и паре периодичностей (в двустишии сочетаются два мотива), а также на напевы, являющиеся ритмически упрощёнными вариантами одноимённых протяжных песен («Буранбайҙы иҫләгәндә» — «Вспоминая Буранбая» и «Буранбай», и песня «Ғайса» — «Гайса»), имеющие характерную для лирических и лирико-эпических песен композиционную структуру — развитый мелодический период, соответствующий двум строкам 4-строчной поэтической строфы.
Баиты традиционно исполняются без музыкальных инструментов.